# Armeria caespitosa

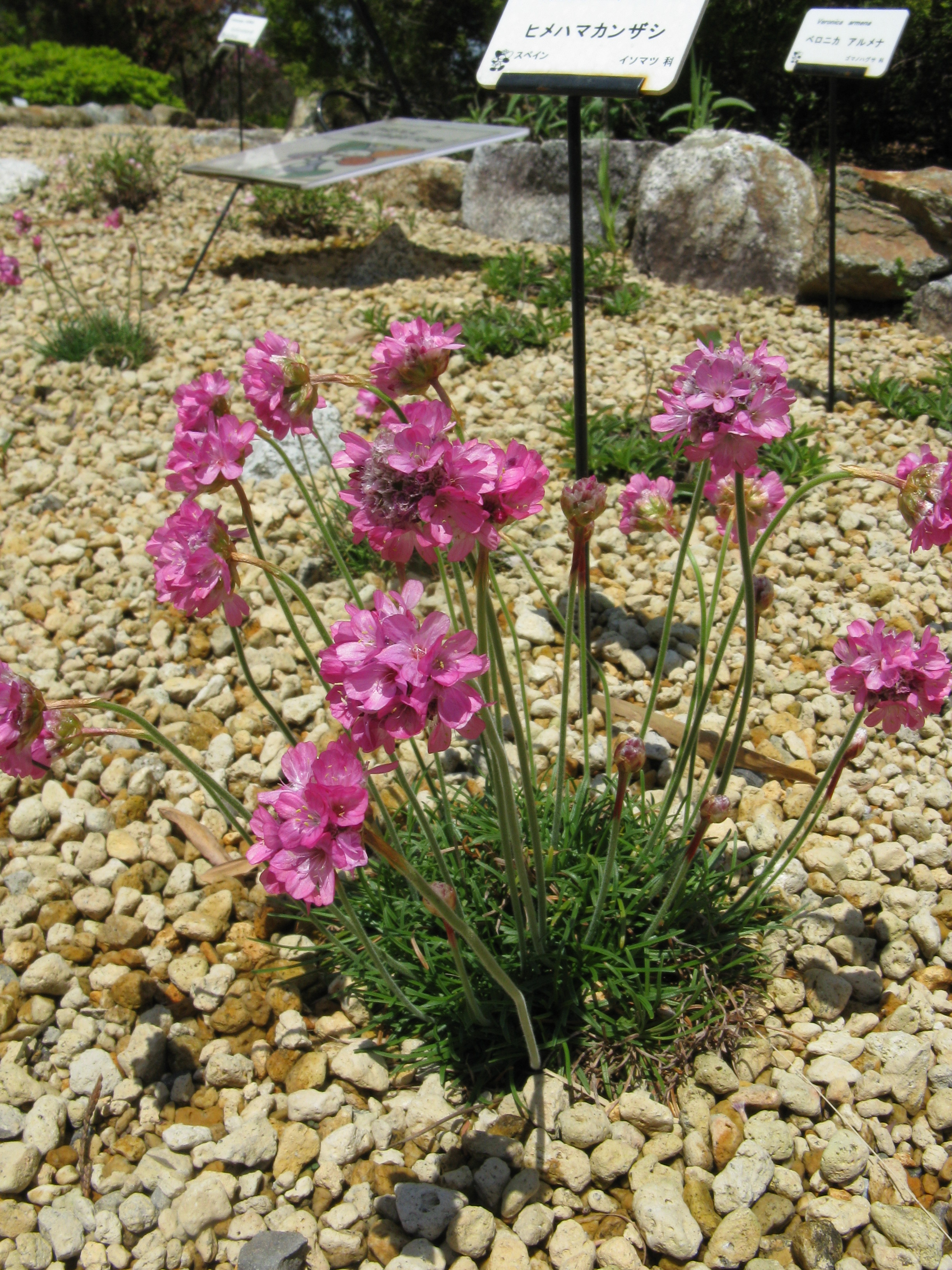
Vista de la planta

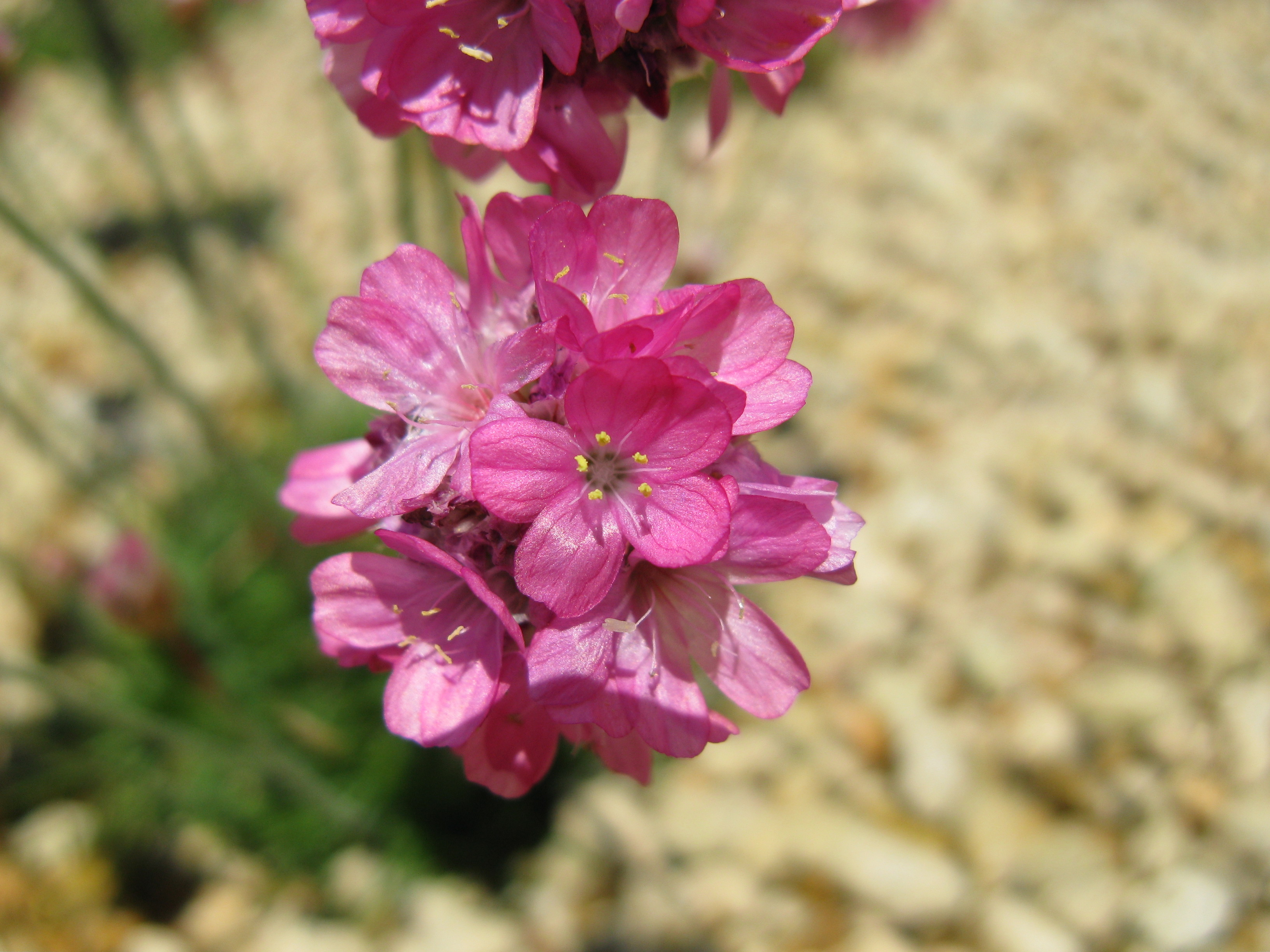
Detalle de la flor

El erizo serrano (Armeria caespitosa) es una planta del género Armeria.

## Descripción
De aspecto almohadillado, que crece pegada al suelo para soportar las condiciones climáticas de las zonas de cumbres. Sus hojas son duras y puntiagudas, verdaderas agujas, dispuestas en densas rosetas apiñadas, como las espinas de un erizo, de ahí su nombre vulgar. Las flores tienen un tallo largo que sobresale por encima del resto de la planta formando como un ramillete. Las flores van del rosa pálido al intenso.
De llamativos capítulos purpúreos , es un endemismo de nuestras sierras que escase hacia el oeste, de modo que en el macizo central de Gredos se hace esporádica y está siendo eliminada por los vigorosos híbridos que forma con su congénere la estátice bigerrense, Armeria bigerrensis subsp. bigerrensis que, además de fisurícola, coloniza estos prados con frecuencia.

## Distribución
El erizo serrano es una planta endémica de las montañas del centro de España: Sierras de Guadarrama, Gredos, Béjar y La Serrota.

## Hábitat
Crece en las cumbres, en zonas muy azotadas por el viento, sobre suelos silíceos.

## Usos
Como planta para rocalla.

## Nombre común
- Castellano: denguecillos, erizo de la sierra, estátice erizo.[2]

## Taxonomía
Armeria caespitosa fue descrita por (Ortega) Boiss. in DC.  y publicado en Prodromus Systematis Naturalis Regni Vegetabilis 12: 679. 1848.
Etimología
Armeria: nombre genérico que proviene del francés antiguo armerie, armorie, armoire = "cierto tipo de clavel", según algunos autores Dianthus armeria. Al parecer, fue Clusio el primer botánico que llamó a alguna de estas plumbagináceas “Armerius montanus...”
caespitosa: epíteto latíno que significa "cespitosa".
Sinonimia
- Armeria juniperifolia var. isernii (Pau ex C.Vicioso & Beltrán) G.H.M.Lawr.
- Armeria juniperifolia auct.
- Armeria maritima var. caespitosa (Gómez Ortega) Bernis
- Statice caespitosa Gómez Ortega
- Statice isernii (Pau ex C. Vicioso & Beltrán) Font Quer & Rothm. in Font Quer[2]